# Взятие Оранжа
«Взятие Оранжа» — поэма из цикла о Гильоме Оранжском.
Сохранилась в девяти рукописях, написана десятисложным ассонансированным стихом, насчитывает чуть менее 2000 строк.

## Содержание
Сбежавший из Оранжа пленник является к Гильому в Ним и расписывает ему прелести этого города и его сарацинской королевы Орабль. Гильом хитростью проникает в Оранж и сватается к Орабль (в разных версиях она то жена, то невеста сарацинского короля Тибо).
После ряда приключений Гильом и его племянник Бертран овладевают Оранжем, в чём им помогает Орабль, проникшаяся любовью к Гильому. После взятия Оранжа Орабль принимает христианство и под именем Гибор (Гибурк — Guibourc) сочетается браком с Гильомом.

## Издания
- Guillaume d’Orange. Chansons de geste des XIe et XIIe siècles, publiées pour la première fois par W.A.J.Jonckbloet. T. I. La Haye, 1854, p. 113—162.
- La Prise d’Orange, with Introduction, Table of Assonance, Glossary and Table of Proper Names by B.Katz. New York, 1947.
- Régnier С. Les rédactions en vers de la «Prise d’Orange». Paris, 1966.
- La Prise d’Orange, chanson de geste de la fin du XIIe siècle, éditée d’après la rédaction AB avec introduction, notes et glossaire par C.Régnier. Paris, 1967.

- Русский перевод Ю. Б. Корнеева опубликован в 1985.